# Гросфанер
Гросфанер (њем. Großfahner) општина је у њемачкој савезној држави Тирингија. Једно је од 57 општинских средишта округа Гота. Према процјени из 2010. у општини је живјело 861 становника. Посједује регионалну шифру (AGS) 16067033.

## Географски и демографски подаци
Гросфанер се налази у савезној држави Тирингија у округу Гота. Општина се налази на надморској висини од 200 метара. Површина општине износи 11,4 km². У самом мјесту је, према процјени из 2010. године, живјело 861 становника. Просјечна густина становништва износи 75 становника/km².